# Chrysolina zamotajlovi
Chrysolina zamotajlovi es un coleóptero de la familia Chrysomelidae.
Fue descrita científicamente en 1991 por Medvedev & Ochrimenko in Medvedev & Okhrimenko.